# 2024年のレノファ山口FC
ここでは2024年におけるレノファ山口FCの試合結果などについて記載する。

## 選手
出典：
注：選手の国籍表記はFIFAの定めた代表資格ルールに基づく。
| No. | Pos. |          | 選手名                           |
| --- | ---- | -------- | -------------------------------- |
| 1   | GK   | 大韓民国 | チェ・ヒョンチャン               |
| 2   | DF   | 日本     | 高橋秀典                         |
| 3   | DF   | ブラジル | ヘナン                           |
| 4   | MF   | タイ王国 | サーラット・ユーイェン （7月～） |
| 6   | DF   | 大韓民国 | キム・ボムヨン                   |
| 7   | MF   | 日本     | 加藤潤也 （～6月）               |
| 8   | MF   | 日本     | 佐藤謙介                         |
| 9   | FW   | 日本     | 若月大和                         |
| 10  | MF   | 日本     | 池上丈二                         |
| 11  | MF   | 日本     | 田中稔也                         |
| 13  | DF   | 日本     | 板倉洸                           |
| 14  | DF   | 日本     | 沼田圭悟                         |
| 15  | DF   | 日本     | 前貴之                           |
| 16  | MF   | 日本     | 吉岡雅和                         |
| 17  | MF   | 日本     | 石川啓人                         |
| 18  | MF   | 日本     | 相田勇樹                         |
| 19  | FW   | 日本     | 山本駿亮                         |
| 20  | FW   | 日本     | 河野孝汰                         |
| 21  | GK   | 日本     | 関憲太郎                         |
| 22  | GK   | 日本     | 糸原紘史郎                       |

| No. | Pos. |          | 選手名                    |
| --- | ---- | -------- | ------------------------- |
| 24  | FW   | 日本     | 梅木翼 （～6月）          |
| 26  | GK   | 日本     | 田口潤人                  |
| 27  | MF   | 日本     | 水口飛呂 （～4月）        |
| 28  | MF   | 日本     | 小林成豪                  |
| 30  | MF   | 日本     | 奥山洋平 （7月～）        |
| 33  | MF   | 日本     | 山瀬功治                  |
| 37  | MF   | 日本     | 田邉光平                  |
| 38  | FW   | 日本     | 末永透瑛                  |
| 40  | DF   | 日本     | 平瀬大                    |
| 41  | DF   | 日本     | 下堂竜聖 （7月～）        |
| 42  | MF   | 日本     | 小澤亮太 （特別指定選手） |
| 43  | DF   | 日本     | 磯谷駿 （特別指定選手）   |
| 48  | DF   | 日本     | 新保海鈴                  |
| 49  | DF   | 日本     | 峰田祐哉 （特別指定選手） |
| 50  | DF   | 日本     | 今井那生 （～7月）        |
| 51  | FW   | 日本     | 酒井宣福 （7月～）        |
| 55  | MF   | 日本     | 五十嵐太陽                |
| 68  | FW   | 日本     | 野寄和哉                  |
| 94  | FW   | ブラジル | シルビオ・ジュニオール    |

## 試合結果

### J2リーグ
出典：
      勝       分       負（いずれも山口側から見て）
| 2024年2月24日 第1節 | 横浜FC        | 1-1      | レノファ山口FC | 横浜市                                                      |
| 14:03               | 中野嘉大 59分 | レポート | 若月大和 52分  | 競技場: ニッパツ三ツ沢球技場 観客数: 7,176人 主審: 榎本一慶 |

| 2024年3月3日 第2節 | レノファ山口FC               | 2-0      | ブラウブリッツ秋田 | 山口市                                                        |
| 13:02              | - 梅木翼 7分 - 小林成豪 89分 | レポート |                    | 競技場: 維新みらいふスタジアム 観客数: 8,906人 主審: 井上知大 |

| 2024年3月10日 第3節 | ファジアーノ岡山 | 1-0      | レノファ山口FC | 岡山市                                                        |
| 14:03               | 田中雄大 84分    | レポート |                | 競技場: シティライトスタジアム 観客数: 9,006人 主審: 山下良美 |

| 2024年3月17日 第4節 | レノファ山口FC | 0-1      | V・ファーレン長崎       | 山口市                                                        |
| 13:18               |                | レポート | マテウス・ジェズス 32分 | 競技場: 維新みらいふスタジアム 観客数: 4,175人 主審: 須谷雄三 |

| 2024年3月20日 第5節 | 徳島ヴォルティス | 1-2      | レノファ山口FC                | 鳴門市                                                                                   |
| 15:54               | 81分 (o.g.)      | レポート | - 野寄和哉 51分 - ヘナン 56分 | 競技場: 鳴門・大塚スポーツパーク ポカリスエットスタジアム 観客数: 3,934人 主審: 高崎航地 |

| 2024年3月24日 第6節 | レノファ山口FC | 1-1      | 愛媛FC          | 山口市                                                      |
| 14:03               | 平瀬大 90分    | レポート | パク・ゴヌ 39分 | 競技場: 維新みらいふスタジアム 観客数: 3,244人 主審: 中村太 |

| 2024年3月30日 第7節 | ヴァンフォーレ甲府 | 0-2      | レノファ山口FC                | 甲府市                                                               |
| 13:03               |                    | レポート | - 平瀬大 50分 - 山本駿亮 79分 | 競技場: JIT リサイクルインク スタジアム 観客数: 7,420人 主審: 俵元希 |

| 2024年4月3日 第8節 | レノファ山口FC | 1-2      | ロアッソ熊本        | 山口市                                                        |
| 19:03              | 平瀬大 53分    | レポート | 神代慶人 82分, 89分 | 競技場: 維新みらいふスタジアム 観客数: 2,158人 主審: 石丸秀平 |

| 2024年4月7日 第9節 | 栃木SC | 0-0      | レノファ山口FC | 宇都宮市                                                        |
| 14:03              |        | レポート |                | 競技場: カンセキスタジアムとちぎ 観客数: 3,452人 主審: 田中玲匡 |

| 2024年4月14日 第10節 | レノファ山口FC                                         | 4-0      | ザスパクサツ群馬 | 山口市                                                        |
| 14:03                | - 河野孝汰 4分, 55分 - 梅木翼 66分 - 五十嵐太陽 90+3分 | レポート |                  | 競技場: 維新みらいふスタジアム 観客数: 4,000人 主審: 大橋侑祐 |

| 2024年4月21日 第11節 | レノファ山口FC | 1-2      | 水戸ホーリーホック              | 山口市                                                        |
| 14:03                | 野寄和哉 11分  | レポート | - 長井一真 14分 - 寺沼星文 30分 | 競技場: 維新みらいふスタジアム 観客数: 3,318人 主審: 窪田陽輔 |

| 2024年4月28日 第12節 | 鹿児島ユナイテッドFC | 0-1      | レノファ山口FC | 鹿児島市                                              |
| 14:03                |                      | レポート | 梅木翼 37分    | 競技場: 白波スタジアム 観客数: 7,827人 主審: 佐藤誠和 |

| 2024年5月3日 第13節 | ベガルタ仙台                        | 2-1      | レノファ山口FC | 仙台市                                                           |
| 14:03               | - 中島元彦 45+2分 - 中山仁斗 90+4分 | レポート | 池上丈二 20分  | 競技場: ユアテックスタジアム仙台 観客数: 15,623人 主審: 松澤慶和 |

| 2024年5月6日 第14節 | レノファ山口FC                  | 2-0      | モンテディオ山形 | 山口市                                                        |
| 14:03               | - 新保海鈴 33分 - 若月大和 39分 | レポート |                  | 競技場: 維新みらいふスタジアム 観客数: 7,694人 主審: 井上知大 |

| 2024年5月12日 第15節 | いわきFC      | 1-2      | レノファ山口FC                 | いわき市                                                            |
| 13:03                | 谷村海那 23分 | レポート | - 河野孝汰 7分 - 山本駿亮 65分 | 競技場: ハワイアンズスタジアムいわき 観客数: 3,457人 主審: 須谷雄三 |

| 2024年5月19日 第16節 | レノファ山口FC                    | 2-1      | 藤枝MYFC        | 山口市                                                        |
| 14:03                | - 若月大和 23分 - 末永透瑛 90+3分 | レポート | 山原康太郎 63分 | 競技場: 維新みらいふスタジアム 観客数: 4,368人 主審: 野堀桂佑 |

| 2024年5月26日 第17節 | 大分トリニータ | 0-0      | レノファ山口FC | 大分市                                                      |
| 14:03                |                | レポート |                | 競技場: レゾナックドーム大分 観客数: 8,421人 主審: 今村義朗 |

| 2024年6月2日 第18節 | レノファ山口FC                  | 2-0      | 清水エスパルス | 山口市                                                        |
| 14:03               | - 吉岡雅和 14分 - 佐藤謙介 27分 | レポート |                | 競技場: 維新みらいふスタジアム 観客数: 7,269人 主審: 清水修平 |

| 2024年6月8日 第19節 | レノファ山口FC | 1-2      | ジェフユナイテッド千葉          | 山口市                                                      |
| 19:03               | 野寄和哉 80分  | レポート | - 日高大 45+4分 - 岡庭愁人 79分 | 競技場: 維新みらいふスタジアム 観客数: 4,536人 主審: 谷本涼 |

| 2024年6月16日 第20節 | ザスパクサツ群馬 | 0-1      | レノファ山口FC | 前橋市                                                      |
| 18:33                |                  | レポート | 若月大和 26分  | 競技場: 正田醤油スタジアム群馬 観客数: 2,364人 主審: 俵元希 |

| 2024年6月22日 第21節 | レノファ山口FC | 0-3      | いわきFC                                | 山口市                                                        |
| 19:03                |                | レポート | - 谷村海那 56分 - 有馬幸太郎 59分, 66分 | 競技場: 維新みらいふスタジアム 観客数: 3,302人 主審: 大橋侑祐 |

| 2024年6月29日 第22節 | 水戸ホーリーホック | 1-1      | レノファ山口FC | 水戸市                                                            |
| 18:03                | 山本隼大 38分      | レポート | 末永透瑛 88分  | 競技場: ケーズデンキスタジアム水戸 観客数: 3,337人 主審: 上原直人 |

| 2024年7月6日 第23節 | レノファ山口FC | 1-0      | 鹿児島ユナイテッドFC | 山口市                                                        |
| 19:03               | 河野孝汰 81分  | レポート |                      | 競技場: 維新みらいふスタジアム 観客数: 5,869人 主審: 池内明彦 |

| 2024年7月14日 第24節 | ブラウブリッツ秋田 | 1-0      | レノファ山口FC | 秋田市                                                  |
| 18:03                | 河野貴志 87分      | レポート |                | 競技場: ソユースタジアム 観客数: 3,457人 主審: 西村雄一 |

| 2024年8月3日 第25節 | レノファ山口FC                | 2-0      | 大分トリニータ | 山口市                                                         |
| 19:03               | - 河野孝汰 38分 - ヘナン 80分 | レポート |                | 競技場: 維新みらいふスタジアム 観客数: 10,893人 主審: 長峯滉希 |

| 2024年8月10日 第26節 | レノファ山口FC                                                | 4-3      | 栃木SC                                          | 山口市                                                        |
| 19:05                | - 26分 (o.g.) - 河野孝汰 45+1分 - 70分 (o.g.) - 小林成豪 84分 | レポート | - 大島康樹 17分 - 宮崎鴻 44分 - 山本桜大 90+5分 | 競技場: 維新みらいふスタジアム 観客数: 6,337人 主審: 松澤慶和 |

| 2024年8月17日 第27節 | 藤枝MYFC                                     | 3-0      | レノファ山口FC | 藤枝市                                                            |
| 19:03                | - 矢村健 9分 - 千葉寛汰 13分 - 世瀬啓人 25分 | レポート |                | 競技場: 藤枝総合運動公園サッカー場 観客数: 3,753人 主審: 田中玲匡 |

| 2024年8月24日 第28節 | V・ファーレン長崎       | 1-2      | レノファ山口FC                  | 諫早市                                                                 |
| 19:03                | マテウス・ジェズス 14分 | レポート | - 酒井宣福 48分 - 河野孝汰 55分 | 競技場: トランスコスモススタジアム長崎 観客数: 10,108人 主審: 先立圭吾 |

| 2024年8月31日 第29節 | レノファ山口FC | 0-2      | ファジアーノ岡山  | 山口市                                                         |
| 19:03                |                | レポート | ルカオ 72分, 77分 | 競技場: 維新みらいふスタジアム 観客数: 11,575人 主審: 上田益也 |

| 2024年9月7日 第30節 | レノファ山口FC | 1-2      | 徳島ヴォルティス                        | 山口市                                                        |
| 19:03               | 河野孝汰 82分  | レポート | - 渡大生 28分 - ブラウン・ノア賢信 53分 | 競技場: 維新みらいふスタジアム 観客数: 7,566人 主審: 大橋侑祐 |

| 2024年9月14日 第31節 | 清水エスパルス                                                  | 4-1      | レノファ山口FC | 静岡市                                                      |
| 18:33                | - 北川航也 27分 - 矢島慎也 72分, 86分 - ドウグラス・タンキ 89分 | レポート | 若月大和 65分  | 競技場: IAIスタジアム日本平 観客数: 14,668人 主審: 吉田哲朗 |

| 2024年9月21日 第32節 | ジェフユナイテッド千葉                          | 4-1      | レノファ山口FC | 千葉市                                                    |
| 19:03                | - 小森飛絢 43分, 90+2分, 90+7分 - 横山暁之 51分 | レポート | 酒井宣福 86分  | 競技場: フクダ電子アリーナ 観客数: 9,984人 主審: 上村篤史 |

| 2024年9月29日 第33節 | レノファ山口FC | 0-1      | ベガルタ仙台  | 下関市                                                      |
| 14:03                |                | レポート | 中島元彦 75分 | 競技場: セービング陸上競技場 観客数: 5,540人 主審: 井上知大 |

| 2024年10月6日 第34節 | モンテディオ山形                             | 2-0      | レノファ山口FC | 天童市                                                         |
| 14:03                | - ディサロ燦シルヴァーノ 2分 - 髙江麗央 12分 | レポート |                | 競技場: NDソフトスタジアム山形 観客数: 11,165人 主審: 窪田陽輔 |

| 2024年10月20日 第35節 | ロアッソ熊本  | 1-1      | レノファ山口FC | 熊本市                                                      |
| 15:03                 | 石川大地 20分 | レポート | 若月大和 14分  | 競技場: えがお健康スタジアム 観客数: 8,844人 主審: 須谷雄三 |

| 2024年10月27日 第36節 | レノファ山口FC                    | 2-0      | ヴァンフォーレ甲府 | 山口市                                                        |
| 14:03                 | - 若月大和 48分 - 小林成豪 90+9分 | レポート |                    | 競技場: 維新みらいふスタジアム 観客数: 5,193人 主審: 大坪博和 |

| 2024年11月3日 第37節 | 愛媛FC        | 1-1      | レノファ山口FC | 松山市                                                    |
| 16:04                | 小川大空 53分 | レポート | 末永透瑛 11分  | 競技場: ニンジニアスタジアム 観客数: 6,564人 主審: 川俣秀 |

| 2024年11月10日 第38節 | レノファ山口FC | 0-0      | 横浜FC | 山口市                                                        |
| 14:03                 |                | レポート |        | 競技場: 維新みらいふスタジアム 観客数: 9,753人 主審: 高崎航地 |

### Jリーグカップ
| 2024年3月13日 【8】                     | 松本山雅FC                             | 3 - 3 (延長) (4 - 3 PK戦)                                        | レノファ山口FC                                                  | 松本市                                                     |
| 19:03                                   | - 住田将 23分 - 野々村鷹人 94分, 102分 | レポート                                                         | - 山本駿亮 69分 - 末永透瑛 104分 - シルビオ・ジュニオール 120分 | 競技場: サンプロ アルウィン 観客数: 2,919人 主審: 長峯滉希 |
|                                         | PK戦                                   |                                                                  |                                                                 |                                                            |
| - 村越凱光 - 滝裕太 - 安藤翼 - 山本康裕 |                                        | - シルビオ・ジュニオール - 梅木翼 - ヘナン - 池上丈二 - 沼田圭悟 |                                                                 |                                                            |

### 天皇杯
| 2024年6月12日 【38】                                 | ザスパ群馬         | 1-1 (延長) (2-3 PK戦)                                  | レノファ山口FC                | 前橋市                                                      |
| 19:00                                                | - 細貝萌 40分 (PK) | レポート                                               | - シルビオ・ジュニオール 61分 | 競技場: 正田醤油スタジアム群馬 観客数: 957人 主審: 椎野大地 |
|                                                      | PK戦               |                                                        |                               |                                                             |
| - 佐藤亮 - 齊藤聖七 - 岩元ルナ - 佐川洸介 - 田頭亮太 |                    | - 加藤潤也 - 田邉光平 - 石川啓人 - 末永透瑛 - 若月大和 |                               |                                                             |

| 2024年7月17日 【63】 | JAPANサッカーカレッジ | 0-3      | レノファ山口FC                                  | 山口市                                                        |
| 19:00                |                       | レポート | - 若月大和 13分 - 末永透瑛 59分 - 河野孝汰 79分 | 競技場: 維新みらいふスタジアム 観客数: 1,718人 主審: 先立圭吾 |

| 2024年8月21日 【74】 | サガン鳥栖 | 0-2      | レノファ山口FC                 | 山口市                                                      |
| 19:00                |            | レポート | - 若月大和 6分 - 山本駿亮 11分 | 競技場: 維新みらいふスタジアム 観客数: 3,418人 主審: 谷本涼 |

| 2024年9月25日 【81】 | 横浜F・マリノス                                                                                 | 5-1      | レノファ山口FC | 横浜市                                                      |
| 18:33                | - 山根陸 16分 - エウベル 51分 - ヤン・マテウス 71分 - 水沼宏太 77分 - アンデルソン・ロペス 86分 | レポート | 奥山洋平 23分  | 競技場: ニッパツ三ツ沢球技場 観客数: 6,201人 主審: 小屋幸栄 |